# آب‌انبار چاله خشتی
 آب‌انبار چاله خشتی   ، واقع در بخش مرکزی شهرستان پیشوا یکی از آثار تاریخی و از نقاط دیدنی مرکز  شهر پیشوا در استان تهران است.در۲۳مهرماه ۱۳۸۴ به شماره ثبت ۱۳۵۶۲توسط میراث فرهنگی ایران به ثبت ملی رسیده است.
این بنا در ضلع جنوبی چهارسوی بازار پیشوا و در بافت قدیم این شهر واقع شده است. تاریخ بنای این آب‌انبار به دوره صفویه می‌گردد.